# Odpisy aktualizujące
Odpisy aktualizujące – w rachunkowości element wyceny bilansowej należności, wyrażający trwałą utratę wartości inwestycji. Odpisy muszą być dokonywane nie później niż na dzień bilansowy.  

## Stosowanie odpisów aktualizujących należności
Trwała utrata wartości inwestycji zachodzi wtedy, gdy istnieje duże prawdopodobieństwo, że kontrolowany przez jednostkę składnik aktywów nie przyniesie w przyszłości w znaczącej części lub w całości przewidywanych korzyści ekonomicznych. Uzasadnia to dokonanie odpisu aktualizującego doprowadzającego wartość składnika aktywów wynikającą z ksiąg rachunkowych do ceny sprzedaży netto, a w przypadku jej braku – do ustalonej w inny sposób wartości godziwej. W przypadku należności chodzi o wykazanie w bilansie realnej jej wartości, czyli prawdopodobnej do ściągnięcia kwoty. Według art. 35b ust. 1 ustawy o rachunkowości, wartość należności aktualizuje się, uwzględniając stopień prawdopodobieństwa ich zapłaty poprzez dokonanie odpisu aktualizującego.  

## Dokonywanie odpisów aktualizujących należności
Wartość należności  aktualizuje się, uwzględniając stopień prawdopodobieństwa ich zapłaty poprzez dokonanie odpisu aktualizującego. Odpis ten powinien odnosić się do:
- należności od dłużników postawionych w stan likwidacji lub w stan upadłości – do wysokości należności nieobjętej gwarancją lub innym zabezpieczeniem należności, zgłoszonej likwidatorowi lub sędziemu komisarzowi w postępowaniu upadłościowym;
- należności od dłużników w przypadku oddalenia wniosku o ogłoszenie upadłości, jeżeli majątek dłużnika nie wystarcza na zaspokojenie kosztów postępowania upadłościowego – w pełnej wysokości należności;
- należności stanowiących równowartość kwot podwyższających należności, w stosunku do których uprzednio dokonano odpisu aktualizującego – w wysokości tych kwot, do czasu ich otrzymania lub odpisania;
- należności kwestionowanych przez dłużników oraz z których zapłatą dłużnik zalega, a według oceny sytuacji majątkowej i finansowej dłużnika spłata należności w umownej kwocie nie jest prawdopodobna – do wysokości niepokrytej gwarancją lub innym zabezpieczeniem należności;
- należności przeterminowanych lub nieprzeterminowanych o znacznym stopniu prawdopodobieństwa nieściągalności, w przypadkach uzasadnionych rodzajem prowadzonej działalności lub strukturą odbiorców – w wysokości wiarygodnie oszacowanej kwoty odpisu, w tym także ogólnego, na nieściągalne należności.